# Байрам, Омер
Омер Байрам (тур. и нидерл. Ömer Bayram; 27 июля 1991 года, Бреда) — турецкий и нидерландский футболист, полузащитник клуба «Эюпспор».

## Клубная карьера
Омер Байрам — воспитанник нидерландского футбольного клуба «НАК Бреда». 30 января 2010 года он дебютировал в Эредивизи, выйдя на замену в самой концовке домашнего поединка против «ВВВ-Венло». 16 сентября 2011 года Байрам забил свой первый гол на высшем уровне, ставший победным в гостевом поединке с командой НЕК.
Летом 2012 года Омер Байрам перешёл в клуб турецкой Суперлиги «Кайсериспор», за который отыграл следующий четыре года (сезон 2014/15 в Первой лиге). Летом 2016 он стал футболистом другого клуба Суперлиги «Акхисар Беледиеспор».
31 августа 2018 года подписал контракт с Галатасараем. 8 сентября 2022 года подписал контракт с футбольным клубом «Эюпспор».

## Карьера в сборной
27 марта 2018 года Омер Байрам дебютировал в составе сборной Турции, выйдя на замену в гостевом товарищеском матче против команды Черногории.

## Достижения
«Акхисар Беледиеспор» 
- Обладатель Кубка Турции (1): 2017/18